# Jörg Faßbinder
Jörg Faßbinder, auch Jörg W. E. Faßbinder und Jörg Fassbinder (* 1954 in Heidelberg), ist ein deutscher Geophysiker und war bis zu seinem Ruhestand 2020 Leiter des Arbeitsbereichs Geophysikalische Prospektion am Bayerischen Landesamt für Denkmalpflege. Seither forscht er am Institut für Geophysik an der Ludwig-Maximilians-Universität München (LMU). Für einen Großteil seiner internationalen Forschungsarbeiten legte Faßbinder die Erstbeschreibungen vor.

## Leben
Faßbinder studierte Geophysik an der Ludwig-Maximilians-Universität München (LMU). Er erwarb 1985 sein Diplom für das Thema: Bau einer Apparatur zur Bestimmung der Zeitabhängigkeit der magnetischen Anfangssuszeptibilität und Messung an Titanomagnetiten. Im Jahr 1992 wurde er promoviert und 2009 für das Fach Geophysik habilitiert. Nach seinem Diplomabschluss arbeitete er für die Denkmalschutzbehörden in Bayern und Baden-Württemberg. Seit März 1986 war Faßbinder am Bayerischen Landesamt für Denkmalpflege angestellt, wobei er von 2006 bis 2020 als Leiter des Arbeitsbereichs Geophysikalische Prospektion tätig war. Er arbeitete dort bis zu dessen Pensionierung 2006 intensiv mit dem Geophysiker Helmut Becker zusammen, der damals das Referat Archäologische Prospektion und Luftbildarchäologie leitete. Die beiden entwickelten geophysikalische Methoden und Geräte weiter. So arbeiteten sie bei einem Projekt für Troja unter anderem mit einem verbesserten Cäsium-Magnetometer, das die hundertfache Empfindlichkeit (0,01 Nanotesla) der üblichen kommerziellen Geräte besaß.
Faßbinder ist seit Mai 1998 als Lehrbeauftragter an der Ludwig-Maximilians-Universität München im Department für Geo- und Umweltwissenschaften für den Bereich Archäometrie tätig. Der Geophysiker ist als Leiter und Mitwirkender bei nationalen und internationalen Prospektionsprojekten in Zusammenarbeit mit verschiedenen Institutionen tätig. So arbeitet er seit 1996 für die Eurasien-Abteilung und Orient-Abteilung des Deutschen Archäologischen Instituts (DAI) unter anderem in Südsibirien, Kasachstan, Ägypten, Äthiopien, Syrien, Jemen, Irak und Iran. Eine weitere wichtige Kooperation verbindet ihn seit 2006 mit der Eremitage in Sankt Petersburg. Dabei geht es um die Erforschung prähistorischer Siedlungen. Außerdem arbeitete er an den UNESCO Welterbestätten in Bayern.

## Mitgliedschaften
Faßbinder ist Mitglied in einer Reihe internationaler Gesellschaften wie der International Society for Archaeological Prospection (ISAP) und des International Council on Monuments and Sites (ICOMOS) sowie Gründungsmitglied der Gesellschaft für Naturwissenschaftliche Archäologie und Archäometrie (GNAA). Außerdem ist er Mitglied des ArchaeoBioCenters der Ludwig-Maximilians-Universität München.